# Grand Prix Hiszpanii 1968
Grand Prix Hiszpanii 1968 (oryg. Gran Premio de España) – druga runda Mistrzostw Świata Formuły 1 w sezonie 1968, która odbyła się 12 maja 1968, po raz pierwszy na torze Circuito del Jarama.
14. Grand Prix Hiszpanii, trzecie zaliczane do Mistrzostw Świata Formuły 1.

## Klasyfikacja
| Legenda oznaczeń w tabelach wyników Wyświetl szablon na nowej stronie | Legenda oznaczeń w tabelach wyników Wyświetl szablon na nowej stronie                                                                     |
| Oznaczenie                                                            | Wyjaśnienie |
| --------------------------------------------------------------------- | --- |
| Złoty                                                                 | Zwycięzca lub mistrzostwo |
| Srebrny                                                               | 2. miejsce lub wicemistrzostwo |
| Brązowy                                                               | 3. miejsce lub II wicemistrzostwo |
| Zielony                                                               | Ukończył, punktował (w klasyfikacji generalnej, gdy zdobył co najmniej jeden punkt na przestrzeni sezonu, poza trzema powyższymi opcjami) |
| Niebieski                                                             | Ukończył, nie punktował (w klasyfikacji generalnej, gdy nie zdobył co najmniej jednego punktu na przestrzeni sezonu)                      |
| Czerwony                                                              | Nie zakwalifikował się (NZ) |
| Czerwony                                                              | Nie prekwalifikował się (NPK) |
| Różowy                                                                | Nie ukończył (NU) |
| Różowy                                                                | Niesklasyfikowany (NS) (w klasyfikacji generalnej, gdy nie został sklasyfikowany w żadnym wyścigu sezonu)                                 |
| Czarny                                                                | Zdyskwalifikowany (DK) |
| Czarny                                                                | Wykluczony (WYK/EX) |
| Biały                                                                 | Nie wystartował (NW) |
| Biały                                                                 | Kontuzjowany (K/INJ) |
| Biały                                                                 | Wyścig odwołany (OD/C) |
| Bez koloru                                                            | Został wycofany (WYC/WD) |
| Bez koloru                                                            | Nie przybył (NP/DNA) |
| Bez koloru                                                            | Nie brał udziału w treningach (NT/DNP) |
| Bez koloru                                                            | Nie został zgłoszony (–) |
| Pogrubienie                                                           | Start z pole position |
| Kursywa                                                               | Najszybsze okrążenie wyścigu |
| †                                                                     | Nie ukończył, ale jego rezultat został zaliczony ze względu na przejechanie więcej niż 90% dystansu wyścigu.                              |
| *                                                                     | Sezon w trakcie |
| 1/2/3                                                                 | Punktowana pozycja w sprincie kwalifikacyjnym                                                                                             |
| Lista systemów punktacji Formuły 1                                    | |

| Pos | No | Kierowca             | Konstruktor   | Okrążeń | Czas/powód NU   | Poz. Start. | Punktów |
| --- | -- | -------------------- | ------------- | ------- | --------------- | ----------- | ------- |
| 1   | 10 | Graham Hill          | Lotus-Ford    | 90      | 2:15:02.1       | 6           | 9       |
| 2   | 1  | Denny Hulme          | McLaren-Ford  | 90      | + 15.9          | 3           | 6       |
| 3   | 14 | Brian Redman         | Cooper-BRM    | 89      | + 1 okrążenie   | 13          | 4       |
| 4   | 15 | Ludovico Scarfiotti  | Cooper-BRM    | 89      | + 1 okrążenie   | 12          | 3       |
| 5   | 6  | Jean-Pierre Beltoise | Matra-Ford    | 81      | + 9 Okrążeń     | 5           | 2       |
| NU  | 2  | Bruce McLaren        | McLaren-Ford  | 77      | Wyciek oleju    | 4           |         |
| NU  | 7  | John Surtees         | Honda         | 74      | Skrz. biegów    | 7           |         |
| NU  | 16 | Jo Siffert           | Lotus-Ford    | 62      | Przen. napędu   | 10          |         |
| NU  | 19 | Chris Amon           | Ferrari       | 57      | Pompa paliwa    | 1           |         |
| NU  | 5  | Piers Courage        | BRM           | 52      | Pompa paliwa    | 11          |         |
| NU  | 9  | Pedro Rodríguez      | BRM           | 27      | Wypadek         | 2           |         |
| NU  | 21 | Jacky Ickx           | Ferrari       | 13      | Zapłon          | 8           |         |
| NU  | 4  | Jochen Rindt         | Brabham-Repco | 10      | Ciśnienie oleju | 9           |         |